# Бремерверде
Бремерверде (њем. Bremervörde) град је у њемачкој савезној држави Доња Саксонија. Једно је од 57 општинских средишта округа Ротенбург (Виме). Према процјени из 2010. у граду је живјело 18.939 становника. Посједује регионалну шифру (AGS) 3357008.

## Географски и демографски подаци
Бремерверде се налази у савезној држави Доња Саксонија у округу Ротенбург (Виме). Град се налази на надморској висини од 4 метра. Површина општине износи 150,2 km². У самом граду је, према процјени из 2010. године, живјело 18.939 становника. Просјечна густина становништва износи 126 становника/km².

## Међународна сарадња
| Мјесто | Држава               | Врста сарадње | Од    |
| ------ | -------------------- | ------------- | ----- |
| Фалмут | Уједињено Краљевство | контакт       | 2000. |
| Извор  |                      |               |       |